# João Rui Guerra da Mata
João Rui Guerra da Mata (n. Lourenço Marques) é um realizador português.

## Filmografia
- A Última Vez que Vi Macau (2012)
- China, China (Curta-metragem)(2007) co-realização com João Pedro Rodrigues.
- Alvorada Vermelha (Documentário) co-realização com João Pedro Rodrigues.[1]
- O Que Arde Cura (Curta-metragem)[2]

## Prémios
- Menção especial do júri do Festival Internacional de Cinema de Locarno - A Última Vez que Vi Macau[3]
- Bocallino de Ouro - A Última Vez que Vi Macau